# Cathédrale de Carthagène
Cette ancienne cathédrale n’est pas la seule cathédrale Sainte-Marie.
La cathédrale Sainte-Marie, appelée aussi cathédrale Santa María la Vieja, est une ancienne cathédrale de la ville de Carthagène, dans la région de Murcie, en Espagne. Elle fut le siège du diocèse de Carthagène et fut située sur la colline de la Concepción dans le vieux quartier de Carthagène. Elle fut ruinée en 1939 quand les troupes du général Franco bombardèrent la ville lors de la guerre d'Espagne.

## Histoire

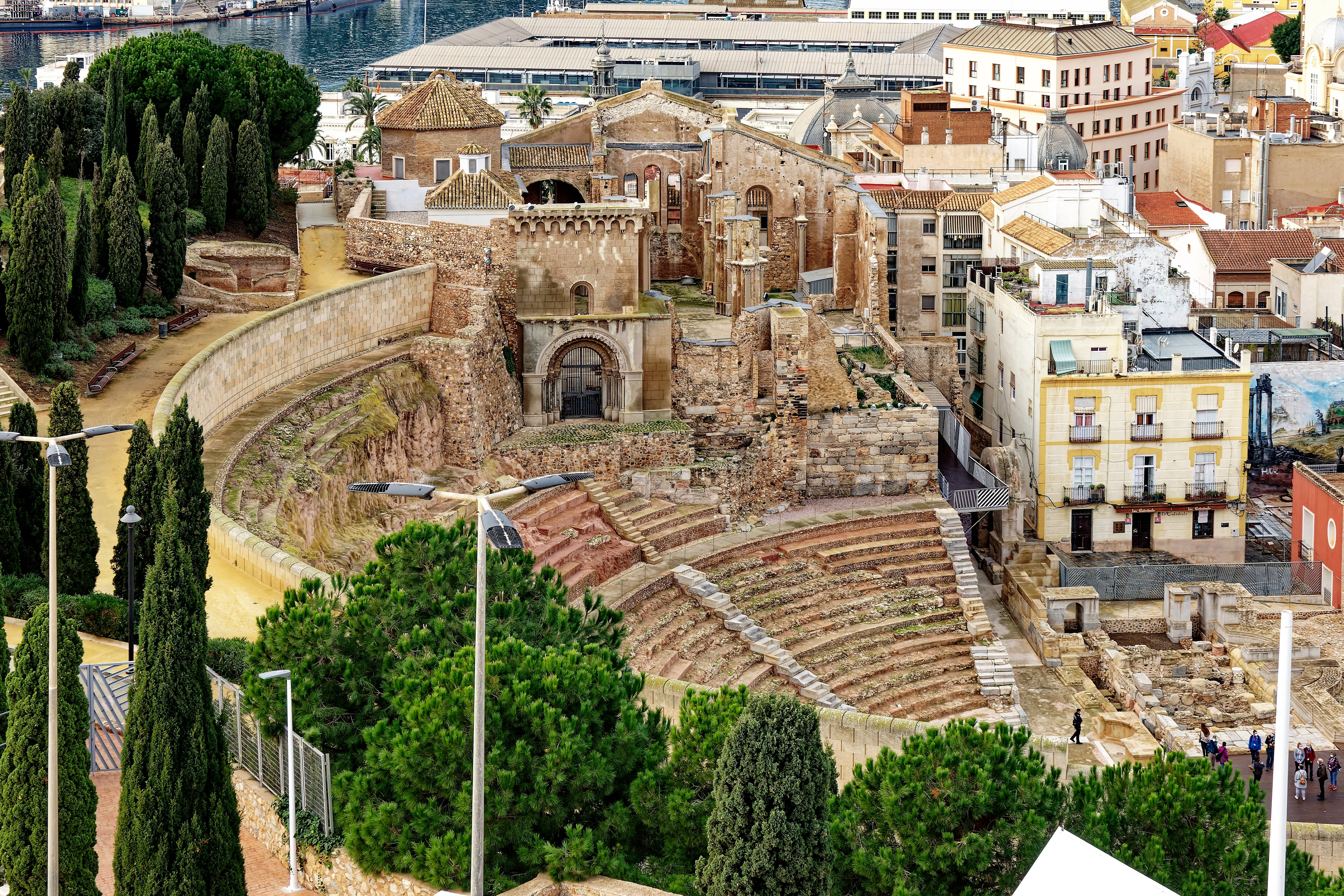
Vue d'ensemble.

Carthagène existant bien avant la conquête musulmane de l'Espagne, mais aucune trace de la cathédrale datant d'avant la conquête n'a été trouvée. En 1243, Alphonse X de Castille commence une campagne pour reconquérir le royaume de Murcie et ainsi pouvoir adresser une lettre au pape Innocent IV pour qu'il rétablisse le diocèse de Carthagène. En 1250, le pape publie la bulle « Spiritus exultante » qui reconstitue le diocèse. Le premier évêque du nouveau diocèse était le frère franciscain Pedro Gallego (en) († 1267), le confesseur d'Alphonse X.